# ウジェーヌ・クリキ

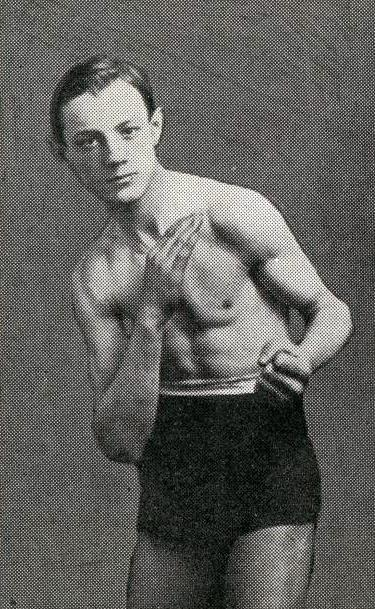
ユージン・クリキ

ウジェーヌ・クリキ（Eugène Criqui、1893年8月15日 - 1977年3月7日）は、フランス出身の元プロボクサー。元世界フェザー級チャンピオン。名王者ジョニー・キルベーンから王座を奪った技巧派ボクサー。

## 略歴
第一次世界大戦に従軍、敵の銃弾を顎に受けた後遺症をスピードでカバーし、1923年6月2日、名王者ジョニー・キルベーンを6回KOし王座獲得。しかし僅か1か月半も経たない7月26日の初防衛戦で強豪ジョニー・ダンディーに判定負け、王者としては短命に終わった。1928年に引退。

## 通算戦績
135戦104勝(58KO)16敗15分